# أكليم شلتنهام
أكليم شلتنهام (بالإنجليزية: Acclaim Cheltenham)‏ ، هي شركة بريطانية لصناعة وتطوير ألعاب الفيديو والبرامج الإلكترونية، وهي تابعة لشركته الأم أكليم إنترتينمينت، حيث أنتجت عدداً من ألعاب الفيديو والتي أشهرها مورتال كومبات (لعبة سنة 1992م، أسست سنة 1984م.